# Mangomanguia
Mangomanguia es un caserío peruano ubicado en el distrito de Salitral, perteneciente a la provincia de Morropón del departamento de Piura, al norte del Perú. 

## Ubicación
Mangomanguia se ubica al este de la provincia de Morropón, en el distrito de Salitral, en el departamento de Piura.

## Demografía
En 2017 Mangomanguia tenía una población de 155 habitantes.
| Gráfica de evolución demográfica de Mangomanguia entre 1993 y 2017 |
|                                                                    |
| Fuentes: Población 1993 y 2017                                     |